# Murcia (Filipiny)
Murcia – miasto na Filipinach, w prowincji Negros Occidental. W 2007 liczyło 71 289 mieszkańców.

## Miasta partnerskie
- Murcja, Hiszpania
- Baguio, Filipiny